# Leopoldina, Minas Gerais
Leopoldina  este un oraș în Minas Gerais (MG), Brazilia.